# Stimmkreis Schwandorf
Der Stimmkreis Schwandorf (Stimmkreis 306) ist ein Stimmkreis in der Oberpfalz. 2018 stimmte er mit dem Landkreis Schwandorf überein. Wahlberechtigt waren bei der Landtagswahl im Jahre 2018 113.949 Einwohner.

## Landtagswahl 2023
Die Landtagswahl 2023 hatte folgendes Ergebnis:
- Wahlbeteiligung: 74,5%
- Stimmberechtigte: 114.101
- Wähler: 84.960
- Ungültige Erststimmen: 596
- Gültige Erststimmen: 84.362
- Ungültige Gesamtstimmen: 1.325
- Gültige Gesamtstimmen: 168.592

Zur Landtagswahl 2023 traten folgende Parteien und Direktkandidaten im Stimmkreis Schwandorf an und erzielten folgende Ergebnisse:
| Nr. | Direktkandidat   | Partei       | Erststimmen in % | Gesamtstimmen in % |
| --- | ---------------- | ------------ | ---------------- | ------------------ |
| 1   | Alexander Flierl | CSU          | 35,5             | 36,3               |
| 2   | Hannah Quaas     | GRÜNE        | 5,5              | 5,7                |
| 3   | Martin Scharf    | Freie Wähler | 22,2             | 21,4               |
| 4   | Reinhard Mixl    | AfD          | 20,8             | 21,0               |
| 5   | Peter Wein       | SPD          | 9,1              | 8,0                |
| 6   | Janette Stopkova | FDP          | 1,2              | 1,5                |
| 7   | Marian Janka     | LINKE        | 0,9              | 0,9                |
| 8   | Sabrina Hammerl  | BP           | 1,2              | 1,0                |
| 9   | Alfred Damm      | ÖDP          | 2,1              | 2,5                |
| 10  | Constanze Beck   | V-Partei³    | 0,3              | 0,3                |
| 11  | Claudio Stoiber  | dieBasis     | 0,8              | 0,8                |
| 12  | Daniel Hoffmann  | Volt         | 0,5              | 0,5                |

## Landtagswahl 2018
Die Landtagswahl 2018 hatte folgendes Ergebnis:
- Wahlbeteiligung: 71,3%
- Stimmberechtigte: 113.949
- Wähler: 81.373
- Ungültige Erststimmen: 939
- Gültige Erststimmen: 80.431
- Ungültige Gesamtstimmen: 1.886
- Gültige Gesamtstimmen: 160.856

| Direktkandidat    | Partei               | Erststimmen in % | Gesamtstimmen in % | +/- zu 2013 |
| ----------------- | -------------------- | ---------------- | ------------------ | ----------- |
| Alexander Flierl  | CSU                  | 37,9             | 38,9               | - 9,8       |
| Peter Wein        | SPD                  | 11,6             | 11,0               | - 12,1      |
| Joachim Hanisch   | Freie Wähler         | 16,4             | 14,9               | + 4,1       |
| Benjamin Quaas    | GRÜNE                | 7,9              | 8,6                | + 4,7       |
| Wolf-Dieter Grahn | FDP                  | 3,0              | 2,9                | + 1,6       |
| Eva Kappl         | DIE LINKE            | 3,1              | 2,9                | + 1,1       |
| Alexander Weber   | BP                   | 2,6              | 2,6                | - 0,5       |
| Alfred Damm       | ÖDP                  | 2,4              | 2,5                | - 1,3       |
| Klaus Terbeznik   | PIRATEN              | 0,5              | 0,4                | - 1,3       |
| Reinhard Mixl     | AfD                  | 14,5             | 14,8               | + 14,8      |
| -                 | mut                  | -                | 0,1                | + 0,1       |
| -                 | Die Partei           | -                | 0,3                | + 0,3       |
| -                 | Gesundheitsforschung | -                | 0,1                | + 0,1       |
| -                 | V-Partei³            | -                | 0,1                | + 0,1       |

Neben dem direkt gewählten Stimmkreisabgeordneten Alexander Flierl (CSU) wurde der FW-Kandidat Joachim Hanisch über die Bezirksliste seiner Partei in den Landtag gewählt.

## Landtagswahl 2013
2013 wurde der Stimmkreis Regensburg-Land, Schwandorf (Nummer: 305) abgeschafft.
Der Schwandorfer Teil kam zum Stimmkreis Schwandorf, der Regensburger Teil zum Stimmkreis Regensburg-Land.
Beim Schwandorfer Teil handelte es sich um
- die Städte Burglengenfeld, Maxhütte-Haidhof, Neunburg vorm Wald, Nittenau, Teublitz
- die Gemeinden Bodenwöhr, Bruck i.d.OPf., Dieterskirchen, Neukirchen-Balbini, Schwarzhofen und Thanstein.[10]

Beim Regensburger Teil handelte es sich um
- die Stadt Hemau
- die Gemeinden Beratzhausen, Bernhardswald, Brunn, Deuerling, Duggendorf, Holzheim a.Forst, Kallmünz, Laaber, Nittendorf und Regenstauf[11]

Die 2008 noch im Stimmkreis Schwandorf enthaltenen Gemeinden aus dem Landkreis Amberg-Sulzbach:
- der Markt Freihung,
- die Gemeinde Freudenberg,
- die Städte Hirschau, Schnaittenbach, Vilseck.[12]

kamen nun zum Stimmkreis Amberg-Sulzbach.
Damit umfasste ab 2013 der Stimmkreis Schwandorf den gesamten Landkreis Schwandorf. Er erhielt die Nummer 306.
Die Landtagswahl 2013 hatte folgendes Ergebnis:
- Wahlbeteiligung: 62,09%
- Stimmberechtigte: 114203
- Wähler: 70905
- Ungültige Erststimmen: 1.222
- Gültige Erststimmen: 69.421
- Ungültige Zweitstimmen: 1.317
- Gültige Zweitstimmen: 69.323

| Direktkandidat     | Partei       | Erststimmen in % | Gesamtstimmen in % | +/- zu 2008 |
| ------------------ | ------------ | ---------------- | ------------------ | ----------- |
| Alexander Flierl   | CSU          | 44,08            | 48,7               | + 4,0       |
| Franz Schindler    | SPD          | 25,57            | 23,1               | + 1,2       |
| Joachim Hanisch    | Freie Wähler | 12,14            | 10,7               | - 0,5       |
| Elisabeth Bauer    | GRÜNE        | 3,37             | 3,9                | + 0,1       |
| Manfred Musil      | FDP          | 1,11             | 1,26               | - 4,04      |
| Heidi Kaschner     | DIE LINKE    | 1,74             | 1,74               | - 2,96      |
| Arnold Kimmerl     | ÖDP          | 5,00             | 3,78               | - 0,02      |
| Reinhard Grabinger | BP           | 3,38             | 3,06               | + 1,96      |
| Alexander Ferstl   | PIRATEN      | 1,59             | 1,74               | + 1,74      |

## Landtagswahl 2008
2008 hatte der Stimmkreis Schwandorf die Nummer 307.
Er bestand aus einigen Gemeinden des Landkreises Schwandorf und einigen Gemeinden des Landkreises Amberg-Sulzbach.
2008 gehörte ein Teil des Landkreises Schwandorf zum Stimmkreis Regensburg-Land, Schwandorf (damals Nummer: 305), der 2013 abgeschafft wurde.
Der Schwandorfer Teil kam zum Stimmkreis Schwandorf, der Regensburger Teil zum Stimmkreis Regensburg-Land.
Beim Schwandorfer Teil handelte es sich um
- die Städte Burglengenfeld, Maxhütte-Haidhof, Neunburg vorm Wald, Nittenau, Teublitz
- die Gemeinden Bodenwöhr, Bruck i.d.OPf., Dieterskirchen, Neukirchen-Balbini, Schwarzhofen und Thanstein.[18]

Beim Regensburger Teil handelte es sich um
- die Stadt Hemau
- die Gemeinden Beratzhausen, Bernhardswald, Brunn, Deuerling, Duggendorf, Holzheim a.Forst, Kallmünz, Laaber, Nittendorf und Regenstauf[19]

Damit umfasste ab 2008 der Stimmkreis Schwandorf den Landkreis Schwandorf ohne
- die Städte Burglengenfeld, Maxhütte-Haidhof, Neunburg vorm Wald, Nittenau, Teublitz
- die Gemeinden Bodenwöhr, Bruck i.d.OPf., Dieterskirchen, Neukirchen-Balbini, Schwarzhofen und Thanstein.[20]

Außerdem gehörten 2008 zum Stimmkreis Schwandorf noch vom Landkreis Amberg-Sulzbach
- der Markt Freihung,
- die Gemeinde Freudenberg,
- die Städte Hirschau, Schnaittenbach, Vilseck.[21]

Die Landtagswahl 2008 hatte folgendes Ergebnis:
- Wahlbeteiligung: 57,89%
- Stimmberechtigte: 84.919
- Wähler: 49.160
- Ungültige Erststimmen: 826
- Gültige Erststimmen: 48.334
- Ungültige Zweitstimmen: 1.052
- Gültige Zweitstimmen: 48.108

| Direktkandidat    | Partei       | Erststimmen in % | Gesamtstimmen in % | +/- zu 2003 |
| ----------------- | ------------ | ---------------- | ------------------ | ----------- |
| Otto Zeitler      | CSU          | 41,6             | 44,7               | - 14,3      |
| Franz Schindler   | SPD          | 24,4             | 21,9               | - 3,1       |
| Petra Jordan      | GRÜNE        | 3,6              | 3,8                | + 1,4       |
| Jürgen Neuber     | Freie Wähler | 11,8             | 11,2               | + 5,1       |
| Stephan Reichl    | FDP          | 5,8              | 5,3                | + 4,0       |
| Manfred Wanninger | REP          | 1,3              | 1,2                | - 0,9       |
| Martin Brock      | ödp          | 3,5              | 3,8                | + 0,6       |
| Leo Bäumler       | BP           | 1,2              | 1,1                | + 0,6       |
| -                 | BüSo         | -                | -                  | 0,0         |
| Dietmar Zierer    | LINKE        | 4,9              | 4,7                | + 4,7       |
| Aiko Pilz         | NPD          | 1,9              | 1,9                | + 1,9       |
| -                 | RRP          | -                | 0,2                | + 0,2       |

## Landtagswahlen Gesamtstimmen 1986 bis 2023
| CSU 1986–2023 50% 40% 30% 20% 10% 0% 869094980308131823 | FW 1998–2023 25%20% 15%10% 5% 0% 980308131823     | AfD 2018–2023 25%20% 15%10% 5% 0% 1823          |
| SPD 1986–2023 40% 30% 20% 10% 0% 869094980308131823     | Grüne 1986–2023 8% 6% 4% 2% 0% 869094980308131823 | FDP 1986–2023 8% 6% 4% 2% 0% 869094980308131823 |

## Bezirkswahl 2023
Die Bezirkswahl 2023 hatte folgendes Ergebnis:
- Wahlbeteiligung: 74,3 %
- Stimmberechtigte: 114.227
- Wähler: 84.868
- Ungültige Erststimmen: 568
- Gültige Erststimmen: 84.298
- Ungültige Gesamtstimmen: 1.439
- Gültige Gesamtstimmen: 168.295
- Gewählter Abgeordneter: Thomas Ebeling

| Direktkandidat         | Partei                | Erststimmen in % | Gesamtstimmen in % |
| ---------------------- | --------------------- | ---------------- | ------------------ |
| Thomas Ebeling         | CSU                   | 37,5             | 36,4               |
| Richard Tischler       | Freie Wähler          | 22,2             | 21,9               |
| Gasparin Tobias        | AfD                   | 19,1             | 20,2               |
| Frankerl Karin         | SPD                   | 7,7              | 7,5                |
| Pelikan-Roßmann Ulrike | Bündnis 90/Die Grünen | 4,7              | 5,1                |
| Martin Prey            | ödp                   | 3,8              | 3,5                |
| Pößl Ileana-Valeria    | FDP                   | 1,4              | 1,5                |
| Wanner Sebastian       | DIE LINKE             | 1,0              | 1,0                |
| Gäbl Benjamin          | BP                    | 0,9              | 1,0                |
| Kreisel Stephan        | dieBasis              | 0,9              | 1,1                |
| Brehm Sarah            | Volt                  | 0,5              | 0,5                |
| Beck Constanze         | V-Partei³             | 0,3              | 0,3                |

## Bezirkswahl 2018
Die Bezirkswahl 2018 hatte folgendes Ergebnis:
- Wahlbeteiligung: 71,36 %
- Stimmberechtigte: 113.905
- Wähler: 81.287
- Ungültige Erststimmen: 921
- Gültige Erststimmen: 80.363
- Ungültige Gesamtstimmen: 2.094
- Gültige Gesamtstimmen: 160.470
- Gewählter Abgeordneter: Thomas Ebeling

| Direktkandidat       | Partei                | Erststimmen in % | Gesamtstimmen in % | +/- zu 2013 |
| -------------------- | --------------------- | ---------------- | ------------------ | ----------- |
| Thomas Ebeling       | CSU                   | 44,01            | 41,53              | - 2,55      |
| Johann Kellermeier   | AfD                   | 13,82            | 14,30              | + 14,30     |
| Richard Tischler     | Freie Wähler          | 12,84            | 13,95              | + 4,98      |
| Armin Schärtl        | SPD                   | 9,55             | 9,30               | - 18,64     |
| Marion Juniec-Möller | Bündnis 90/Die Grünen | 7,54             | 7,84               | + 3,52      |
| Martin Prey          | ödp                   | 4,24             | 4,21               | + 0,11      |
| Daniela Lottner      | FDP                   | 2,56             | 2,62               | + 0,98      |
| Sarah Hundt          | DIE LINKE             | 2,49             | 2,89               | + 0,85      |
| Peter Eberhardt      | BP                    | 2,31             | 2,51               | - 0,32      |
| Marc Zimmerer        | PIRATEN               | 0,63             | 0,47               | - 1,53      |